# Terrel Harris
Terrel Harris (* 10. August 1987 in Dallas, Texas) ist ein US-amerikanischer Basketballspieler, der derzeit bei den Miami Heat in der NBA unter Vertrag steht.

## Karriere

### College
Als Collegespieler spielte er für die Oklahoma State University - Stillwater und als er das College verließ, konnte er in seiner Collegekarriere durchschnittlich 9,8 Punkte, 4 Rebounds, 1,5 Assists, 1,29 Steals und 26,4 Minuten pro Spiel aufweisen.

### Professionelle Karriere
Da er im NBA-Draft 2009 nicht von einem Team gewählt wurde, wechselte er nach Frankreich zu Strasbourg IG und kurz darauf in die D-League zu den Maine Red Claws. Anschließend war er insgesamt gut ein Jahr für die Rio Grande Valley Vipers aktiv und bestritt zwischenzeitlich sechs Spiele für EnBW Ludwigsburg in der Basketball-Bundesliga. Zum Start der NBA-Saison 2011/12, am 12. Dezember 2011, wurde er von den Miami Heat in ihr Trainingslager berufen. Am 24. Dezember wurde dann bekannt gegeben, dass er bei den Heat bleiben würde. Mit Miami gewann er die Meisterschaft 2012, spielte dabei in den Playoffs aber nur wenige Minuten.